# ماریانین
ماریانین (انگلیسی: Marianín؛ زادهٔ ۱۸ مهٔ ۱۹۴۶) بازیکن فوتبال اهل اسپانیا بود.
وی همچنین در تیم ملی فوتبال اسپانیا بازی کرده‌است.